# Arctomiaceae
Arctomiaceae is een botanische naam voor een familie van korstmossen behorend tot de orde Arctomiales. 

## Geslachten
De familie bestaat uit de volgende drie geslachten:
- Arctomia
- Gregorella
- Wawea